# Чумаченко Ігор Гаврилович
Ігор Гаврилович Чумаченко (біл. Ігар Чумачэнка; нар. 26 жовтня 1976, Арциз, Одеська область, УРСР) — білоруський футболіст українського походження, півзахисник. Майстер спорту. Більшу частину кар'єри провів у Білорусі.

## Кар'єра гравця
Вихованець ДЮСШ містечка Арциз та УОР (Дніпропетровськ). Перший тренер — В.М. Ястребов. У 1993 році розпочав кар'єру в першоліговій «Поліграфтехніці». Дебютував у футболці олександрійців 7 квітня 1993 року в переможному (2:0) домашньому поєдинку 26-о туру проти мукачевського «Прибориста». Ігор вийшов на поле на 85-й хвилині, замінивши Сергія Лактіонова. Загалом у складі «поліграфів» у першій лізі зіграв 16 поєдинків, ще 1 матч зіграв у кубку України. Влітку 1993 року також зіграв 1 поєдинок у футболці фарм-клубу олександрійців, дніпродзержинського «Прометея».
Розпочинав свою кар'єру в клубі «Ведрич-97» з міста Річиця. Потім перейшов у могилівський «Дніпро», з яким в 1998 році завоював перші чемпіонські медалі. Хоча перед цим намагався закріпитися у себе на Батьківщині, в складі одеського «Чорноморця», але не знайшов спільної мови з тодішнім тренером одеситів Леонідом Буряком. Повернувшись до Білорусі й на довгі роки став одним з провідних півзахисників чемпіонату. Завоював безліч командних, а також індивідуальних трофеїв. Виступав у провідних футбольних клубах країни — мінському «Динамо» і борисовському БАТЕ.
Також в його кар'єрі був павлодарський «Іртиш». З казахстанської командою він ставав чемпіоном країни в 2003 році. Після чого повернувся до білоруського чемпіонат. Останні роки своєї кар'єри провів у першій лізі білоруського чемпіонату, виступаючи за гомелський ДСК і «Городею».

## Кар'єра тренера
Після завершення кар'єри гравця перейшов на тренерську роботу. З вересня 2011 року допомагав тренувати «Дніпро» (Могильов). З 2015 року працював помічником головного тренера, а з січня 2016 року — головним тренером дублюючого складу борисовського БАТЕ.

## Досягнення

### Командні
«Дніпро-Трансмаш» (Могильов)
- Білоруська футбольна вища ліга
  -  Чемпіон (1): 1998

«Динамо» (Мінськ)
- Білоруська футбольна вища ліга
  -  Срібний призер (1): 2001

БАТЕ (Борисов)
- Білоруська футбольна вища ліга
  -  Чемпіон (1): 2002

«Іртиш» (Палодар)
- Прем'єр-ліга (Казахстан)
  -  Чемпіон (1): 2003

### Індивідуальні
- У списку 22-х найкращих футболістів Білорусі № 1 (2002)
- У клубі Найкращих білоруських бомбардирів